# 傑·約翰遜
杰·查尔斯·约翰逊（英語：Jeh Charles Johnson，1957年9月11日—）是一位美国律师，前任美国国土安全部长。
2009年至2012年，约翰逊在奥巴马政府最初几年担任国防部总法律顾问。在加入奥巴马政府之前，曾担任联邦检察官、空军部总法律顾问和私人执业律师。

## 外部連結
- Biography at United States Department of Defense (archived)
- C-SPAN內的頁面（英文）